# 吳光訓
吳光訓（1950年6月17日—），中華民國政治人物，出生於台灣高雄市，曾代表中國國民黨任職立法委員。
2001年曾參選高雄縣縣長，最終落選。2008年在泛綠分裂下仍以些微差距敗給同樣尋求連任的陳啟昱，無緣續留國會。
此後國民黨在大寮、林園、仁武、鳥松區再也無可與民進黨匹敵的人選，後來的民進黨籍林岱樺亦多次以懸殊票數連任。

## 爭議事件

### 涉嫌賄選案
2011年6月1日，因為涉嫌賄選，二審遭到台灣高等法院高雄分院判刑2年10個月、褫奪公權4年，2020年1月，最高法院認為罪證不足改判無罪。

### 炒作股票遭起訴
涉嫌自2008年使用女兒吳怡玎等人證券帳戶炒作股價藉此獲利，依證券交易法高買證券罪被起訴，歷經更一審獲判無罪、更二審改依高買證券罪判處2年6月徒刑，2023年11月1日，最高法院駁回吳光訓上訴，全案定讞。

## 家庭
吳光訓的妻子陳瓊秋曾擔任中國國民黨的中常委，兩人的女兒吳怡玎在1979年出生，曾擔任高盛集團副總裁，後參與政治，在2020年中華民國立法委員選舉中名列中國國民黨的不分區立委名單第9名，並順利當選第10屆立法委員。

## 選舉紀錄
| 年度 | 選舉屆數               | 選舉區           | 所屬政黨   | 得票數  | 得票率 | 當選標記 | 備註 |
| ---- | ---------------------- | ---------------- | ---------- | ------- | ------ | -------- | ---- |
| 1998 | 第四屆立法委員選舉     | 高雄縣選舉區     | 中國國民黨 | 56,259  | 9.61%  |          |      |
| 2001 | 第十四屆高雄縣縣長選舉 | 高雄縣           | 中國國民黨 | 170,787 | 29.45% |          |      |
| 2004 | 第六屆立法委員選舉     | 高雄縣選舉區     | 中國國民黨 | 56,467  | 10.36% |          |      |
| 2008 | 第七屆立法委員選舉     | 高雄縣第三選舉區 | 中國國民黨 | 53,205  | 43.00% |          |      |

## 外部連結
- 線上大國民 Mighty People Online - 立法委員資料 – 吳光訓